# Ropice (přírodní rezervace)
Ropice je přírodní rezervace v severovýchodní části Moravskoslezských Beskyd, mezi obcemi Řeka a Morávka v okrese Frýdek-Místek. Chráněné území sestává ze dvou nesouvisejících dílů, z nichž větší zaujímá vrchol a části svahů hory Ropice (1082 m), jakož i navazující vrcholové partie hory Velký Lipový (999 m) a východní svahy hory Příslop (946 m), menší díl se pak rozkládá na jihozápadních svazích hory Ropička (918 m). Oblast spravuje AOPK ČR Správa CHKO Beskydy.
Důvodem ochrany je komplex přírodě blízkých lesů, tvořených převážně bučinami s doupnými stromy a smíšenými porosty se zastoupením stanovištně původního smrku s řadou ohrožených a vzácných druhů organismů, zejména ptáků. Význam mají i geomorfologické jevy jako skalní stěny a suťové pokryvy na svazích, především však rozsáhlé svahové deformace na severním svahu Ropice, vyvolané skalní lavinou,